# Zotzilaha Chamalcan
Dans la mythologie maya, Zotzilaha Chamalcan est le dieu du feu. 
Les mayas Quiché l'ont assimilé à Camazotz.